# Restitutio ad integrum
Restitutio ad integrum (z łac. wyzdrowienie zupełne, powrót do zdrowia) - termin używany w medycynie określający całkowity powrót do zdrowia po przebytej chorobie. 
W przeciwieństwie do wyzdrowienia częściowego (restitutio cum defectu) w wyzdrowieniu zupełnym nie dochodzi do powstawania takich zmian jak np. blizny czy też utrata funkcji (zesztywnienie itp.)

Przeczytaj ostrzeżenie dotyczące informacji medycznych i pokrewnych zamieszczonych w Wikipedii.